# Dumitru Covalciuc
Dumitru Covalciuc (n. 2 ianuarie 1947, Oprișeni, raionul Hliboca, R.S.S. Ucraineană – d. 23 decembrie 2017, Iași, România) a fost un scriitor de naționalitate română din Ucraina, poet, povestitor, istoric, folclorist, traducător și autor al unor studii despre viața culturală din Bucovina.

## Școala
În fapt, primul fiu în familia lui Vasile și Eleonora Covalciuc s-a născut la data de 26 decembrie 1946.
A absolvit școala din localitatea de baștină; ulterior continuă cu studii medii la școala din Tereblecea. Printre foștii săi dascăli se număra și viitorul academician Nicolae Bilețchi cunoscut istoric și critic literar de mai târziu, care i-a îndrumat pașii spre viitor.
Deși părinții ar fi dorit să-l vadă preot, Dumitru se înscrie la Institutul de medicină din Chișinău. Părăsește această facultate pentru a urma cursurile Facultății de Limbi Romanice și Germanice a Universității din Cernăuți, secția de limba și literatura franceză (1966-1971), deoarece își dă seama că pasiunea sa o reprezintă istoria Bucovinei și valorificarea tezaurului folcloric al ținutului natal.

## Activitatea profesională
Încă din facultate (1969) a devenit crainic la Postul de Radio Cernăuți și redactor la ziarul „Zorile Bucovinei”. În 1972, sub pretext că se sustrage serviciului militar, a fost destituit, dus departe de locurile natale și închis într-un lagăr de psihiatrie din orașul Baku. După multe greutăți, după ce muncește ca salahor, este reprimit cu greu la ziarul „Zorile Bucovinei” (1975).
A înființat, sau chiar a condus, mai multe societăți culturale prin care să fie sprijinit și promovat specificul tradițional românesc în Bucovina: Societatea de Cultură Românească „Mihai Eminescu” (1989, membru fondator), Societatea Culturală „Arboroasa” (1990, președinte), Institutul Obștesc de Istorie, Restituiri Literare și Folclorice „Dimitrie Onciul”, Cernăuți (1992, fondator și director).
După 1990, odată cu începerea mișcării de renaștere culturală și națională a românilor din nordul ocupat al Bucovinei, s-a dedicat activității de publicare de documente privind istoria tragică a acestora, în paginile publicaților românești din nordul Bucovinei, cât și în presa periodică din România și Basarabia. De asemenea, a tradus manuale pentru școlile românești din Ucraina, a promovat înființarea unor muzee sătești de istorie și a militat pentru introducerea unui curs de istorie a românilor în școlile cu predare în limba română din regiunea Cernăuți. El publică pagini inedite din istoria poporului român, aproape necunoscută în fostele hotare ale imperiului sovietic, și aduce lângă sine tineri profesori de istorie din regiune, care studiază istoria adevărată a ținutului natal și o trimite pe băncile școlilor.
A editat ziarul „Codrul Cosminului”, revista „Miorița” (1992-1993), „Calendarul poporului” (1993), „Calendarul ortodox al românilor bucovineni” (1992-1993, 1993-1994), „De la Nistru pân’ la Tisa” (1993). Cele 27 de volume ale Almanahului cultural-literar „Țara Fagilor” reprezintă cea mai amplă lucrare a lui Dumitru Covalciuc, ce va rămâne în istoria culturii române bucovinene, 27 de volume de documente istorice, literare și culturale.
Este recunoscut meritul lui Dumitru Covalciuc la aflarea mormântului lui Iancu Flondor  de la Maidanul Storojinețului. Tot el se află printre inițiatorii organizării pelerinajelor la Stejarul lui Ștefan cel Mare din Codrii Cosminului și lui i se datorează instalarea primei Cruci de piatră pe gropile comune de la Fântâna Albă unde au fost împușcați mii de români, documentarea și editarea mărturiilor românilor deportați în Siberia și Kazahstan. Au urmat acțiuni și la Bahrinești, Mahala, Ceahor, Budineț, Cupca, Pilipăuți, dar și localități care au fost șterse de pe fața pământului: Albovăț, Buci, Frunza, I.G. Duca, Prisaca ori Țânteni.
Cu ocazia împlinirii vârstei de 70 de ani, Consulul general al României la Cernăuți, doamna Eleonora Moldovan, i-a adresat un mesaj de felicitare pentru toate realizările sale pe tărâmul promovării tradițiilor românești.
A decedat la 23 decembrie 2017, în urma unui infarct suferit cu o zi înainte. Urma să țină  prelegerea „Importanța documentelor de arhivă pentru moștenirea istorico-culturală a ținutului nostru” la aniversarea a 110 ani de la fondarea Arhivei Regionale Cernăuți, la salonul de carte ce s-a desfășurat la Herța, la Festivalul „Florile Dalbe”.
La funeraliile desfășurate în 29.XII.2017 în satul său natal, Oprișeni, au participat peste o mie de români din nordul Bucovinei și din România. Dumitru Covalciuc a plecat la Domnul înfășurat în tricolor.

## Lucrări
A tipărit peste 20 de volume de folclor și o serie întreagă de monografii ale localităților nord-bucovinene:
- „Cântece de cătănie și război” (1992);
- „Cucule, ce pene porți?” (1992);
- „Sculați, gazde, nu dormiți” (1994);
- „Povești și snoave din Bucovina” (1994);
- „Legende populare din Bucovina” (1995);
- „202 cântece populare din Bucovina” (1996);
- „Basme bucovinene” (1997);
- „Stejarii Horecii” (1997);
- „Folclor românesc din nordul  Bucovinei” (2001);
- „Petrea Voinicul și Florea Înfloritul”, basm, (2003);
- „Сomori folclorice din dulcea  Bucovină” (2004);
- „Iese luna din pomete” (2004);
- „Povești, snoave și istorioare populare din Bucovina” (2005);
- „Oprișeni, un sat la răspântiile istoriei” (2008);
- „Pagini oprișenene” (2014).

A scris romanele:
- „Revolta” (1990);
- „Tinerețea lui Doxachi Hurmuzachi” (2002);
- „Golgota românească. Mărturiile bucovinenilor deportați în Siberia” (2015, coautor Liliana Corobca)

Este autor al unor lucrări monografice: 
- „Stejarii Horecii” (1997);
- „Pagini din cartea neagră a Bucovinei”;
- „Oprișeni, Un sat la răspântiile istoriei”, Cernăuți, Zelena Bucovina (2008)[10]
- „Eudoxiu  Hurmuzachi – omul providențial al Bucovinei” (2015)

Ultimul volum inedit a fost lansat în luna noiembrie 2017, la Cernăuți și Piatra Neamț, fiind menționat și cu Premiul Special al Saloanelor „Liviu Rebreanu - 2017” (proză) din Bistrița-Năsăud:
- „Membrii Consiliului Național Român din Bucovina ales la Adunarea Constituantă din 27 octombrie 1918”[11]